# 清水爱
清水爱（日语：／ Shimizu Ai，1981年3月26日—），日本女性声优、歌手兼職業摔角選手，生于东京都，兴趣有中文和器械体操。2016年7月3日在女子摔角團體Ice Ribbon後樂園大會獲得第23代Triangle Ribbon冠軍腰帶。

## 個人
- 血型：AB型
- 入行年份：2000年
- 身高：154cm
- 高中的所屬是外語專業的中文路線，學習中文及各種中國方言，當中以北京語尤為擅長。
- 就讀日本工學院時，與新谷良子和坂本美里一起組成「めえめえもお」。此後與新谷在各處也共同演出，結成「テディミルク」。
- 在魔力女管家、這醜陋又美麗的世界中與川澄綾子共演姊妹角色，因此她間中會稱川澄綾子為姊姊。
- 自妄想科學美少女和拜託了雙子星起常與聲優中原麻衣共演，2人的關係亦非常良好，在清水的日記中也常看到提及中原的事。
- 2009年7月25至26日，受邀前往台灣擔任第14屆開拓動漫祭嘉賓（同場嘉賓：聲優小清水亞美及畫師七瀨葵）。

## 演出作品
※粗體字表示說明飾演的主要角色。

### 電視動畫
2001年
- 銀河冒險戰記（ブリッジクルー）
- 魔力女管家（新聞報導之聲）

2002年
- 朝霧的巫女（稗田柚子）
- ヒートガイジェイ（モニカ・ガブリエル）
- 魔力女管家 更美麗的事物（安藤美奈和）
- 爆彈小新娘（胡桃）

2003年
- 明日之星娜佳（女孩子）
- 拜託了雙子星（小野寺樺戀）
- 貯金大冒險（ドロップ）
- 哈姆太郎（ヒトミちゃん（二代目））
- 妄想科學美少女（菊8號）
- 闇與帽子與書的旅人（初美）
- 萊姆色戰奇譚（真田木綿）
- 洛克人EXE（女僕C）
- 魔法咪路咪路（菲菲）

2004年
- 女孩萬歲（はかな）
- 這醜陋又美麗的世界（明）
- W ～Wish～（遠野泉奈）
- DearS（莲）
- 舞-HiME（美袋命）
- 魔法少女奈葉（月村鈴香）
- 洛克人EXE AXESS（女僕）

2005年
- あかほり外道アワー らぶげ（良澄愛美）
- 我的太太是魔法少女（紅さやか / クルージェ・ギャップ）
- 我的主人爱作怪（澤渡美月）
- 地獄少女（鷹村涼子）
- 絕對少年（海野潮音）
- TSUBASA翼（李子）
- 不可思議星球的雙胞胎公主（プペット）
- 神奇寶貝超世代（トラン）
- 舞-乙HiME（命（猫 / 人間體） / 咪咪）
- 魔法少女奈葉A's（月村鈴香）
- MÄR 魔兵傳奇（白雪 / 小雪）

2006年
- 鍵姬物語 永久愛麗絲迴旋曲（有栖川ありす）
- 陰守忍者（服部山芽）
- Gift ～ギフト～ eternal rainbow～（深峰莉子）
- 死神的歌謠（丹尼爾）
- 女子高生 GIRL'S-HIGH（鈴木桃香）
- 草莓狂熱（涼水玉青、日向絆奈）
- 驅魔少年（羅多‧卡米洛）
- 心跳回憶 Only Love（吉野椿）
- 護くんに女神の祝福を！（吉村逸美）
- 落語天女（小石川铃）

2007年
- AYAKASHI（帕姆·威盧娜·阿莎庫拉）
- 魔女獵人（艾莉斯）
- 怪物王女（夏伍德）
- 銀魂（阿國）
- GO！純情水泳社！（生田蒔輝）
- sola（石月小依）
- 桃華月憚（コゲちび）
- はぴはぴクローバー（クルリさん）

2008年
- アキバちゃん（アキバちゃん）
- 狂亂家族日記（龍骨寺椿姬）
- 楚楚可憐超能少女組（犬神初音）
- 超能少女（藤本月）
- 破天荒遊戲（ララウェル）
- 旋風管家（女子靈）
- ぷるるんっ!しずくちゃん あはっ☆（ハイビー）
- 小雙俠（穗林）

2009年
- 咲-Saki-（國廣一）
- 守護甜心!（木暮由紀奈）
- 花冠之淚（艾爾敏）
- 魔力充電娘（クラン）
- 碧陽學園學生會議事錄（藤堂愛麗絲）

2010年
- 聖痕鍊金士（利茲）
- 寶石寵物 Twinkle☆（珊瑚）

2011年
- 這樣算是殭屍嗎？（大老師）
- 架向星空之橋（神本圓佳）

2012年
- 咲-Saki- 阿知賀編 episode of side-A（國廣一）

2013年
- 學生會的一存 Lv.2（藤堂愛麗絲）
- 寶石寵物 Happiness（花園麻理惠、食堂大嬸、珊瑚）
- 寶石寵物 Twinkle☆特別篇（珊瑚）
- 惡魔高校D×D NEW（賽拉芙露·利維坦）
- 只有神知道的世界 女神篇（倉川燈）
- Walkure Romanze 少女騎士物語（希咲美櫻）

2014年
- 咲-Saki-全國篇（國廣一）
- 我們大家的河合莊（千夏）
- 人生諮詢電視動畫「人生」（女學生）
- Re:␣ 超能偵探社（琴音）
- 灰色的果實（小嶺幸）

2015年
- 靈感少女（小孩）
- 惡魔高校D×D BorN（賽拉芙露·利維坦）
- 灰色的迷宮（小嶺幸）
- 灰色的樂園（小嶺幸）

2016年
- 蒼之彼方的四重奏（白瀨水面）
- 槍彈辯駁3 -The End of 希望峰學園- 絕望篇（佐藤）

2018年
- 惡魔高校D×D HERO（賽拉芙露·利維坦）

2019年
- 哆啦A夢（朝日電視台版第2期）（美聲哆啦A夢）

### OVA
- 機械女僕（咲夜）

2002年
- こすぷれCOMPLEX（今井あてな）
- サイキックアカデミー煌羅万象（キャール）
- ナースウィッチ小麦ちゃんマジカルて（ポソ吉）

2003年
- ジェネレーションオブカオス3 〜時の封印〜（ティーファ）

2004年
- 草莓100%（端本千奈美）
- Memories Off 3.5 朝向回憶的彼方（荷島音緒）

2006年
- 舞-乙HiME Zwei（命）

### 遊戲
- 想君:秋之回憶（荷岛音绪）
- W ～Wish～（遠野泉奈）
- 萊姆色戰奇譚☆純（真田木綿）
- White Princess the second（岡・アレクサンド・柚那）
- We Are*（稻敷楓）
- 舞-HiME～命運的系統樹（美袋命）
- Gift -Prism-（深峰莉子）
- 舞-HiME～命運的系統樹 修羅（美袋命）
- 真·幸運星 啟程（小早川 優）
- PS2-アイドル雀士スーチーパイ４（ 御崎翔子、スーチーパイＳ）
- 花冠之泪（艾爾敏）
- 天津御空！雲之盡頭（観崎美唯）
- 1/2 summer+（神木汐）
- 灰色的果實 -LE FRUIT DE LA GRISAIA-（小岭幸）
- 灰色的迷宮 -LE LABYRINTHE DE LA GRISAIA（小嶺幸）
- LOVELY QUEST -Unlimited- - 八乙女彩華
- 戀愛0公里 Portable、戀愛0公里 V（木之本乃來亞）
- 聖火降魔錄 英雄雲集（夏洛特）

2018年
- 秋之回憶 -無垢少女-（荷嶋音緒）

2019年
- 喜歡與喜歡的三角戀（小森江七瑠[1]）

### 廣播劇CD
- 漂亮怪獸 - 露露
- 魔法少女奈叶INNOCENT Sound Stage（月村铃香）
- 魔法少女奈叶Reflection 廣播劇CD（月村铃香）

### 舞台
- 81 Produce企劃公演Vol.2『The ROUDOKU』
- 乙女企劃KUROJI☆第六回公演『櫻屋敷的三姬』
- 劇團劇作家 劇讀! vol.3
- 鈴鼓製作人們「怪異會〜伍」（2012年8月23日‐26日、もっとい不動 密藏院）
- 「便當屋的四兄弟」（2013年8月14日－2013年8月18日，下北澤OFF·OFF劇場）以嘉賓身分出演
- RIDE STAGING OFFICE製作「DIVE@LIVE-維新-『幕末-狼kick!-』」（2014年10月8日〜12日、THEATER GREEN BIG TREE THEATER）
- 怪異會 拾（2018年3月28日‐4月2日、もっとい不動 密藏院）[2]

### 影像作品
2003年
- 萊姆色戰奇譚 特別DVD 戰士的休息（6月27日，收錄2003年3月舉行的活動）

2004年
- 萊姆色戰奇譚 活動DVD〜Eternal〜（7月23日）

2016年
- 紀錄片電影「我們的文化系摔角DDT」

## 音樂CD

### 單曲
| 枚  | 發售日         | 標題           | 規格編號  |
| --- | -------------- | -------------- | --------- |
| ※   | 2003年7月24日  | Angel Fish     | KICM-1077 |
| 1st | 2004年11月25日 |                | LHCM-1002 |
| 2nd | 2005年2月24日  |                | LHCM-1004 |
| 3rd | 2006年2月22日  | 記憶薔薇園     | LHCM-1019 |
| 4th | 2007年4月25日  |                | LHCM-1032 |
| 5th | 2007年12月21日 |                | LHCM-1038 |
| 6th | 2009年9月9日   | Chimeric voice | LHCM-1069 |
| 7th | 2010年7月22日  |                | LHCM-1079 |
| ※   | 2010年8月13日  |                | LZM-2029  |

### 合作單曲
| 枚  | 發售日        | 標題 | 規格編號        | 名義             | 最高位 |
| --- | ------------- | ---- | --------------- | ---------------- | ------ |
| 1st | 2006年5月24日 |      | LACM-4263/附DVD | 中原麻衣、清水愛 | 42位   |
| 2nd | 2006年8月23日 |      | LACM-4286/附DVD | 中原麻衣、清水愛 | 43位   |

### 專輯

#### 原創專輯
| 枚  | 發售日        | 標題         | 規格編號  |
| --- | ------------- | ------------ | --------- |
| 1st | 2005年4月27日 | 發芽条件M    | LHCA-5007 |
| 2nd | 2008年9月10日 | NUOVA STORIA | LHCA-5090 |

#### 迷你專輯
| 枚  | 發售日       | 標題      | 規格編號   | 規格編號 | 最高位 |
| 枚  | 發售日       | 標題      | 初回限定盤 | 通常盤   | 最高位 |
| --- | ------------ | --------- | ---------- | -------- | ------ |
| 1st | 2011年6月8日 | Meteoroid | LHCA-35129 | HCA-5129 | 153位  |

#### 合作專輯
| 枚  | 發售日         | 標題      | 規格編號        | 名義             | 最高位 |
| --- | -------------- | --------- | --------------- | ---------------- | ------ |
| 1st | 2006年12月25日 | Chronicle | LHCA-5058/附DVD | 中原麻衣、清水愛 |        |

### 角色歌
時期不明
- 醜陋美世界 原聲帶2

2001年
- 約束しよう（めぇめぇもぉ，3月18日）

2002年
- 凜花（萊姆隊，12月25日）

2003年
- 萊姆色戰奇譚演唱集「凜花」（1月22日）
- 心的記憶（2月19日）

2004年
- ジャーマネ/DOLL No.1（Teddy milk、1月21日）
- 符文公主 演唱專輯（6月23日）

2005年
- 舞-HiME 角色歌演唱專輯「初戀方程式〜第1樂章」（2月23日）
- 熱唱!!らぶげナイトフィーバー（7月27日，&外道乙女隊 featuring 桃井晴子&影山浩宣）
- 「幸運☆星」vocal mini album（12月22日）

2006年
- 落語天女角色歌（3月8日）
- 鍵姬物語 永久愛麗絲輪舞曲 Character Song Collection（4月26日）
- Gift 〜eternal rainbow〜 角色歌迷你專輯（12月27日）

2007年
- GO！純情水泳社！ 海商 角色歌Vol.5 生田蒔輝（9月21日）
- 舞-乙HiME Zwei 演唱精選迷你專輯 舞夢（12月5日）

2008年
- 機械女僕 Animax CD2（2月22日）
- 鐵道娘 角色歌選集 Vol.12 平泉青葉＆翼（3月28日）

2011年
- （5月27日）
- 架向星空之橋 角色歌專輯（8月3日）

## 外部連結
- 事務所公開簡歷 （页面存档备份，存于）（日語）
- MellowHead Official Site｜清水愛 箱入り柘榴姫（日語）
- 清水爱的X（前Twitter）